# Spoorlijn Köln Barbarossaplatz - Bonn
De spoorlijn Köln Barbarossaplatz - Bonn, ook wel Vorgebirgsbahn genoemd, is een Duitse lokaalspoorlijn en onder beheer van Köln-Bonner Eisenbahn (KBE), sinds 12 augustus 1978 is een deel onder beheer van Häfen und Güterverkehr Köln (HGK) en verscheen de spoorlijn als tramlijn 18 in de dienstregeling van de KVB.
. Op 26 oktober 1985 werd het eerste deel van het traject tussen Bonn en Brühl omgezet in een sneltramlijn en op 10 november 1986 de gehele lijn.

## Geschiedenis

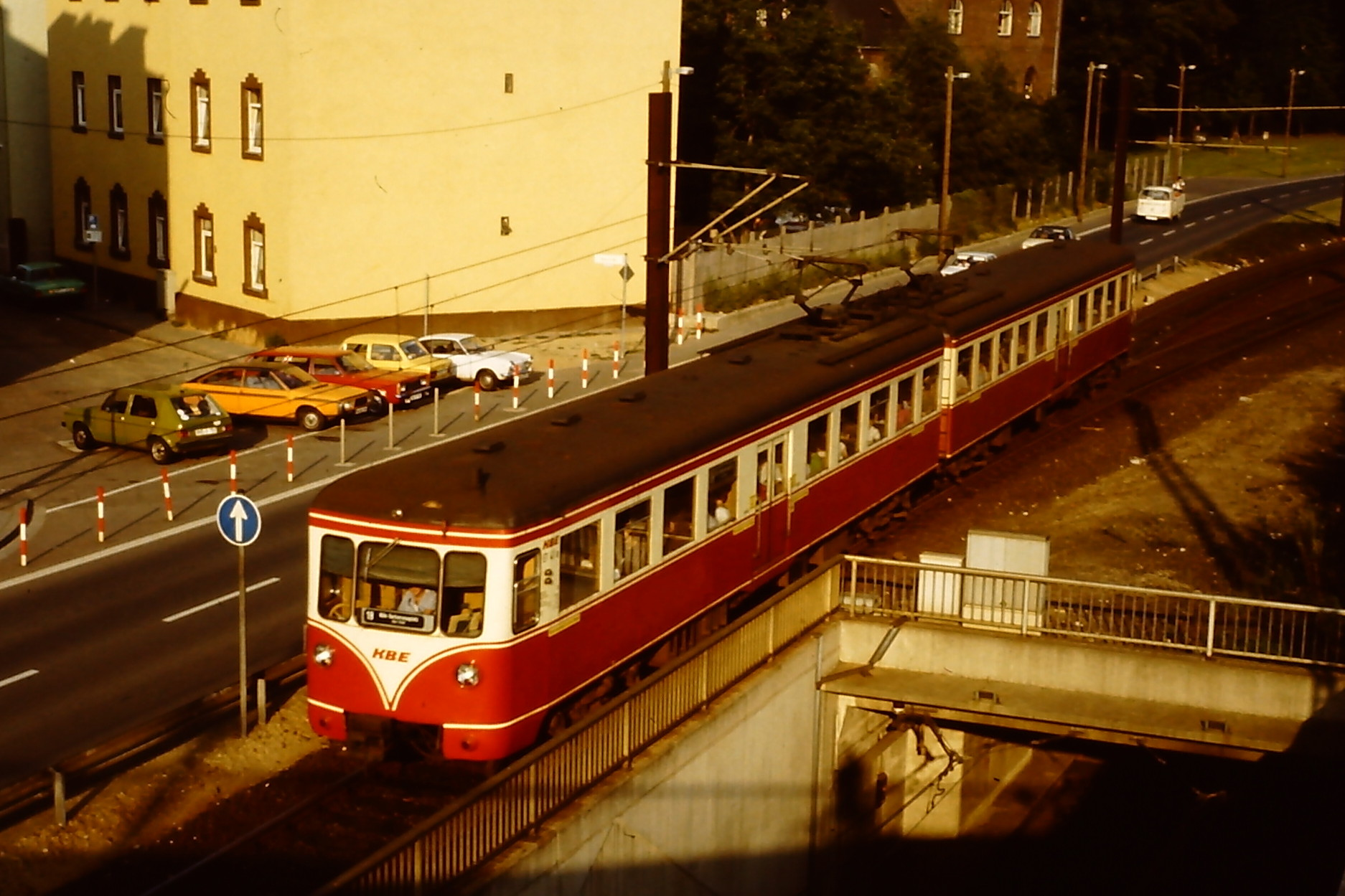
ET 47 in 1978, zichtbaar is het bord met lijnnummer 18 achter de voorruit

Het traject werd door de Cöln-Bonner Kreisbahnen met een spoorbreedte van 1000 mm in fases geopend.
- 1 augustus 1897: Bonn - Brühl
- 20 januari 1898: Brühl - Köln Barbarossaplatz
- 1927 - 1934: Het traject omgespoord naar een spoorbreedte van 1435 mm.
- 12 augustus 1978: Na overdracht aan Keulen en Bonn voor ombouw tot stadtbahn krijgt het lijnnummer 18 dat bij de oude materieel met een bord achter de voorruit wordt aangegeven.
- 1985 - 1986: Op 26 oktober 1985 wordt het traject Bonn - Brühl onderdeel van de Bonner Stadbahn. Tot 9 november 1986 wordt het gedeelte Brühl - Keulen nog met oud materieel geëxploiteerd tot op 10 november 1986 een doorgaande stadbahnlijn Bonn - Brühl - Keulen ontstaat die wordt geïntegreerd in het Keulse stadsnet.

## Treindiensten
De bedrijfsvoering van de Cöln-Bonner Kreisbahnen werd in 1922 overgenomen door de Köln-Bonner Eisenbahn (KBE). De infrastructuur van de KBE werd op 1 juli 1992 overgenomen door de Häfen und Güterverkehr Köln (HGK).

## Aansluitingen
In de volgende plaatsen was of is er een aansluiting op de volgende spoorlijnen:
Keulen
Stadtbahn van Keulen
Hermühlheim
DB 9263, spoorlijn tussen Keulen en Brüggen
Kendenich
Kalscheuren - Ville, spoorlijn tussen Kalscheuren - Ville
Brühl-Vochem
DB 32, spoorlijn tussen Erftstadt en Brühl-Vochem
DB 9262, spoorlijn tussen Brühl-Vochem en Wesseling
Bonn
DB 9260, spoorlijn tussen Köln Hohenzollernbrücke en Bonn
Stadtbahn van Bonn

## Elektrische tractie
Het traject werd tussen 1927 en 1934 geëlektrificeerd met een spanning van 1200 volt. In 1985-1986 werd de spanning aansluitend op de stadstram in Bonn en Keulen verlaagd tot 750 volt.